# Fadjimata Sidibé
Fadjimata Maman Dioula Sidibé (née le 23 octobre 1955 à Bilma) est une femme politique nigérienne.

## Biographie
Fadjimata Sidibé naît le 23 octobre 1955 à Bilma. Elle obtient son brevet des collèges à Diffa puis étudie au lycée Kassaï de Niamey, où elle obtient un baccalauréat série C. Elle obtient un diplôme universitaire d'études scientifiques en 1976 à l'université Abdou-Moumouni à Niamey, puis dans la même université, un certificat de physique atomique et nucléaire en 1979 et une licence de sciences physiques la même année. De 1980 à 1982, elle étudie à l'École normale supérieure de Bamako, où elle obtient une maîtrise de sciences physiques. Elle obtient ensuite son Certificat d'aptitude au professorat de l'enseignement du second degré à l'université Nationale du Bénin en 1994.
De 1982 à 1986, elle enseigne la physique en lycée au Mali. De 1986 à 1992, elle est chargée d'enseignement au lycée franco-arabe et au lycée Kassaï à Niamey. De 1992 à 1994, elle travaille à Porto-Novo en parallèle de ses études, puis elle devient professeure de physique au lycée Kassaï en 1996. 
Elle est inspectrice pédagogique spécialisée en physique, diplômée en 2003 pour ce poste. Elle travaille dans ce cadre à l'université Abdou-Moumouni, puis au niveau national de 2003 à 2009 et directrice des enseignements du deuxième cycle et du cycle moyen auprès du ministère des enseignements secondaire et supérieur à partir de février 2009. Elle rédige plusieurs manuels de lycée.
En avril 2010, elle est nommée ministre de l'éducation nationale.
Le 15 février 2012, elle est nommée ambassadrice du Niger au Canada. Elle est encore en poste en janvier 2013.
Le 31 juillet 2013, elle est nommée ambassadrice du Niger à Cuba.
Le 12 février 2014, elle est nommée ambassadrice extraordinaire et plénipotentiaire du Niger au Togo. Elle quitte ce poste le 1 février 2022.